# Zetor 11741 4C
Zetor 11741 4C – czeski ciągnik rolniczy z grupy Zetorów Forterra.

## Dane techniczne
Silnik
- Model Zetor 1504
- Typ turbodoładowany z intercoolerem
- Intercooler typu air – air
- System chłodzenia chłodzony cieczą
- Liczba cylindrów 4
- Pojemność (cm³) 4156
- Moc maksymalna [kW] / [KM] ECE R24 90 / 122
- Maksymalna prędkość obrotowa (obr./min) 2200
- Maks. moment obrotowy silnika (Nm) 525
- Zapas momentu obrotowego % 35
- Średnica cylindra / skok tłoka (mm) 105x120
- Tier II

Sprzęgło
- Jednostopniowe, suche, 325 mm, sterowane hydraulicznie

Skrzynia biegów
- Mechaniczna, w pełni zsynchronizowana z trójstopniowym wzmacniaczem
- Liczba biegów przód/tył 24/18
- Max. prędkość(km/h) 40

Wał odbioru mocy
- Zależny i niezależny
- Prędkość (obr/min) 540 / 1000
- mokre, wielotarczowe sprzęgło

Przedni most napędowy
- Automatyczna blokada mechanizmu różnicowego typu limited slip
- Oscylacja +/− 12 stopni

Hamulce
- Hydrauliczne, tarczowe mokre
- Inst. ster. hamulcami przyczep pneumatyczne lub hydrauliczne

Układ kierowniczy
- Hydrostatyczny

Układ hydrauliczny
- EHR Bosh
- TUZ kategorii II
- Siła podnoszenia (Kn) 58,5
- Udźwig podnośnika (kg) 5850
- Rozdzielacz 2 lub 3 sekcyjny
- Wydatek pompy (l / min.) 70
- Ciśnienie nominalne (Mpa) 18

Kabina bezpieczna BK 7341
- Tłumik umiejscowiony w narożniku kabiny

Ogumienie
- Przód 14,9-24
- Tył 18,4-38

Rozstaw kół (mm)
- Przód 1710 – 2010
- Tył 1500 – 1800

Zbiornik paliwa
- 180 l

Wymiary (mm)
- Maks. długość 5047
- Maks. wysokość 2760
- Maks. szerokość 2241
- Masa bez obciążników (kg) 4617
- Maks. masa (kg) 5470

Inne opcje
- Klimatyzacja
- Zaczep tylny CBM
- Przedni TUZ
- Przedni WOM
- Radio
- Przednie i tylne obciążniki
- Inne kombinacje ogumienia
- Siedzenie pasażera